# Georges Gvazava
Georges Gvazava (en géorgien გიორგი გვაზავა), né le 23 avril 1869 à Tiflis en Géorgie (Empire russe) et mort le 21 janvier 1941 à Paris 15e, était un juriste, homme politique et écrivain. Il fut l’un des fondateurs du Parti national-démocrate géorgien. 

## Biographie

### La Géorgie pour mère patrie
Originaire de l’Ouest du pays, village de Nokalakevi, il s’implique dans le mouvement estudiantin géorgien dénommé « Ligue de la Liberté » ((თავისუფლების ლიგა) au début des années 1890,  tentant de coordonner une action commune à toutes les universités de l’Empire russe. 
Il publie dans la presse locale, notamment à la rubrique culture, puis dans différents autres journaux  nationaux dont « Le Roc » (კლდე en géorgien). En 1906, il rejoint un des groupes de réflexion qui conduira à la création du Parti national-démocrate géorgien en juin 1917, après la révolution de février à Petrograd. 
Georges Gvazava devient membre du Conseil national géorgien,  et à ce titre participe le 26 mai 1918  à la proclamation de la République démocratique de Géorgie.  Il est ensuite élu aux différentes assemblées parlementaires géorgiennes (assemblée provisoire et assemblée constituante successives). Il soutient d’abord les deux premiers gouvernements d’union nationale, mais entre dans l’opposition au 3e gouvernement, considérant en particulier que l’effort de guerre vis-à-vis de la menace soviétique est insuffisant et que la part laissée à l’armée régulière géorgienne est trop faible par rapport à celle donnée à la Garde nationale : il rejoint ainsi la position du commandant en chef, le général Guiorgui Kvinitadzé . 
Après l’invasion du territoire géorgien par les armées de la Russie soviétique, il prend le chemin de l’ exil, avec l’ensemble de la classe politique géorgienne.

### La France pour exil
Il se consacre à la cause de son pays sur le plan des relations internationales et écrit une série d’ouvrages, politiques mais aussi culturels. 
Dès 1912, il a traduit en géorgien Antigone de Sophocle, il poursuit en 1929 avec Prométhée, Rhadamiste et Zénobie de Prosper Jolyot de Crébillon et en 1934 avec Mithridate de Jean Racine.
En 1926, il édite La Revue de Prométhée qui diffuse les idéaux du Prométhéisme prônait par le polonais Józef Piłsudski. Par la suite, l'homme d'État ukrainien Alexandre Choulguine prendra la relève. 
En 1938, avec Anie Marcel-Paon, il publie une traduction française de L’homme à la peau de léopard, le poème médiéval de Chota Roustavéli.
Giorgi Gvazava meurt en 1941 à Paris et est inhumé le 24 janvier au cimetière des Batignolles.

## Publications
- Arpajon, 1929 : « Sakartvelo da erovnyl demogratiyli partia (en langue française : le Parti national-démocrate géorgien), Imprimerie de la Gazette de Seine et Oise.
- Paris, 1934 : « La Phase actuelle du problème géorgien »
- Paris, 1934 : « Mithridate » (en langue géorgienne), collectif, édition par David Khéladzé
- Paris, 1938 : « L'homme à la peau de léopard »  avec Annie Marcel-Paon (en langue française et en langue anglaise), Firmin-Didot et Cie.
- Paris, 1938 : « La Géorgie : organe de défense nationale » Imprimerie de Navarre.
- Paris, 1939 : «  La Géorgie Imprimerie de Navarre.
- Paris, 1939 : « Chemi leqsebi »  (en langue géorgienne, traduction Mes poèmes), Imprimerie de Navarre.
- Des publications à titre posthume lui sont attribuées, parfois à tort compte tenu de l’existence de certains homonymes (Giorgi Gvazava).